# Série das Home Nations de Snooker
A Série das Home Nations ou Home Nations Series é uma série de torneios de snooker nas quatro home nations ["nações de origem"] do Reino Unido (Inglaterra, Escócia, País de Gales, Irlanda do Norte). Começou na temporada de snooker de 2016–17, combinando dois torneios existentes, o Scottish Open ["Aberto da Escócia"] e o Welsh Open ["Aberto do País de Gales"], com dois torneios recém-criados, o English Open ["Aberto da Inglaterra"] e o Northern Ireland Open ["Aberto da Irlanda do Norte"].

## História
Em 29 de abril de 2015, Barry Hearn, presidente da World Snooker, anunciou que a partir da temporada de snooker de 2016–17, a série "Home Nations" seria adicionada ao calendário da temporada. A Home Nations inclui os torneios dos quatro nações britânicas, considerado o lar do snooker, o English Open ["Aberto da Inglaterra"], o Northern Ireland Open ["Aberto da Irlanda do Norte"], o Scottish Open ["Aberto da Escócia"] e o Welsh Open ["Aberto do País de Gales"]. Pelo regulamento da série, o jogador que vencer todos os quatro torneios na mesma temporada receberá um bônus especial de um milhão de libras esterlinas. Até agora, o maior número de torneios vencidos na mesma temporada é de dois, o primeiro a conseguir foi o inglês Mark Selby, vencedro do Aberto da Inglaterra e da Escócia na temporada de 2019–20, e na sequência, o feito foi alcançado por outro inglês, Judd Trump, que venceu o Aberto da Inglaterra e da Irlanda do Norte na temporada de 2020–21.
A primeira rodada da "Home Nations" foi alterada para a temporada de 2021–22, onde a primeira rodada passou a ser uma rodada de qualificação para todos os jogadores que não estão entre os 16 primeiros do ranking. Além disso, os jogadores do top-16 jogariam sua rodada de qualificação no local de realização da fase final.

## Eventos e troféus
Os troféus dos torneios individuais foram batizados com nomes de jogadores de snooker famosos dos respectivos países:
- No English Open ["Aberto da Inglaterra"]: Troféu Davis, em homenagem a Steve Davis
- No Northern Ireland Open ["Aberto da Irlanda do Norte"]: Troféu Higgins, em homenagem a Alex Higgins
- No Scottish Open ["Aberto da Escócia"]: Troféu Hendry, em homenagem a Stephen Hendry
- No Welsh Open ["Aberto do País de Gales"]: Troféu Reardon, em homenagem a Ray Reardon

## Regulamento
Todos os quatros torneios da série são pontuáveis para o ranking da World Snooker Tour ["Circuito Mundial de Snooker"] e são disputados por 128 jogadores. Primeiro são selecionados todos os jogadores profissionais aptos do circuito, depois os jogadores wildcard ["curinga"; jogadores amadores escolhidos] e, finalmente, os jogadores com melhores performances na Order of Merit ["Ordem de Mérito"] da Q School. Da rodada de qualificação até as oitavas de final, as partidas são disputadas no melhor de sete frames, as quartas de final são no melhor de nove, as semifinais no melhor de onze frames e a final no melhor de dezessete. A partir da temporada de 2021–22, a primeira rodada da fase final passou a ser uma rodada de qualificação, onde os jogadores fora do top 16 do rnaking jogam em local diverso da fase final por uma vaga no evento principal. Com isso, os jogadores do top 16 jogam sua rodada de qualificação no local de realização da fase final.

## Resultados
| Temporada | Torneio                    | Cidade        | Campeão           | Placar | Vice-campeão      | Refs.  |
| --------- | -------------------------- | ------------- | ----------------- | ------ | ----------------- | ------ |
|           |                            |               |                   |        |                   |        |
| 2016–17   | Aberto da Inglaterra       | Manchester    | Liang Wenbo       | 9–6    | Judd Trump        | [ 3 ]  |
| 2016–17   | Aberto da Irlanda do Norte | Belfast       | Mark King         | 9–8    | Barry Hawkins     | [ 4 ]  |
| 2016–17   | Aberto da Escócia          | Glasgow       | Marco Fu          | 9–4    | John Higgins      | [ 5 ]  |
| 2016–17   | Aberto do País de Gales    | Cardiff       | Stuart Bingham    | 9–8    | Judd Trump        | [ 6 ]  |
|           |                            |               |                   |        |                   |        |
| 2017–18   | Aberto da Inglaterra       | Barnsley      | Ronnie O'Sullivan | 9–2    | Kyren Wilson      | [ 7 ]  |
| 2017–18   | Aberto da Irlanda do Norte | Belfast       | Mark Williams     | 9–8    | Yan Bingtao       | [ 8 ]  |
| 2017–18   | Aberto da Escócia          | Glasgow       | Neil Robertson    | 9–8    | Cao Yupeng        | [ 9 ]  |
| 2017–18   | Aberto do País de Gales    | Cardiff       | John Higgins      | 9–7    | Barry Hawkins     | [ 10 ] |
|           |                            |               |                   |        |                   |        |
| 2018–19   | Aberto da Inglaterra       | Crawley       | Stuart Bingham    | 9–7    | Mark Davis        | [ 11 ] |
| 2018–19   | Aberto da Irlanda do Norte | Belfast       | Judd Trump        | 9–7    | Ronnie O'Sullivan | [ 12 ] |
| 2018–19   | Aberto da Escócia          | Glasgow       | Mark Allen        | 9–7    | Shaun Murphy      | [ 13 ] |
| 2018–19   | Aberto do País de Gales    | Cardiff       | Neil Robertson    | 9–7    | Stuart Bingham    | [ 14 ] |
|           |                            |               |                   |        |                   |        |
| 2019–20   | Aberto da Inglaterra       | Crawley       | Mark Selby        | 9–1    | David Gilbert     | [ 15 ] |
| 2019–20   | Aberto da Irlanda do Norte | Belfast       | Judd Trump        | 9–7    | Ronnie O'Sullivan | [ 16 ] |
| 2019–20   | Aberto da Escócia          | Glasgow       | Mark Selby        | 9–6    | Jack Lisowski     | [ 17 ] |
| 2019–20   | Aberto do País de Gales    | Cardiff       | Shaun Murphy      | 9–1    | Kyren Wilson      | [ 18 ] |
|           |                            |               |                   |        |                   |        |
| 2020–21   | Aberto da Inglaterra       | Milton Keynes | Judd Trump        | 9–8    | Neil Robertson    | [ 19 ] |
| 2020–21   | Aberto da Irlanda do Norte | Milton Keynes | Judd Trump        | 9–7    | Ronnie O'Sullivan | [ 20 ] |
| 2020–21   | Aberto da Escócia          | Milton Keynes | Mark Selby        | 9–3    | Ronnie O'Sullivan | [ 21 ] |
| 2020–21   | Aberto do País de Gales    | Newport       | Jordan Brown      | 9–8    | Ronnie O'Sullivan | [ 22 ] |
|           |                            |               |                   |        |                   |        |
| 2021–22   | Aberto da Irlanda do Norte | Belfast       | Mark Allen        | 9–8    | John Higgins      | [ 23 ] |
| 2021–22   | Aberto da Inglaterra       | Milton Keynes | Neil Robertson    | 9–8    | John Higgins      | [ 24 ] |
| 2021–22   | Aberto da Escócia          | Llandudno     | Luca Brecel       | 9–5    | John Higgins      | [ 25 ] |
| 2021–22   | Aberto do País de Gales    | Newport       | Joe Perry         | 9–5    | Judd Trump        | [ 26 ] |
|           |                            |               |                   |        |                   |        |
| 2022–23   | Aberto da Irlanda do Norte | Belfast       | Mark Allen        | 9–4    | Zhou Yuelong      |        |
| 2022–23   | Aberto da Escócia          | Edimburgo     | Gary Wilson       | 9–2    | Joe O'Connor      |        |
| 2022–23   | Aberto da Inglaterra       | Brentwood     | Mark Selby        | 9–6    | Luca Brecel       |        |
| 2022–23   | Aberto do País de Gales    | Llandudno     | Robert Milkins    | 9–7    | Shaun Murphy      |        |